# Jordan Battle
Jordan Battle (Fort Lauderdale, 14 dicembre 2000) è un giocatore di football americano statunitense che milita nel ruolo di safety per i Cincinnati Bengals della National Football League (NFL).

## Carriera

### Cincinnati Bengals
Battle al college giocò a football ad Alabama, vincendo il campionato NCAA nel 2020. Fu scelto nel corso del terzo giro (95º assoluto) nel Draft NFL 2023 dai Cincinnati Bengals. Iniziò la sua prima stagione come seconda strong safety nelle gerarchie della squadra dietro al titolare Nick Scott. Debuttò come professionista subentrando nella gara del primo turno contro i Cleveland Browns mettendo a segno un tackle. La sua prima stagione si chiuse con 71 placcaggi, 2 sack e un intercetto, venendo inserito nella formazione ideale dei rookie dalla Pro Football Writers of America.

## Palmarès
- PFWA All-Rookie Team - 2023